# Hierochloe
Hierochloe là một chi thực vật có hoa trong họ Hòa thảo (Poaceae).

## Loài
Chi Hierochloe gồm các loài: